# Jonas Akesson
Pour les articles homonymes, voir Akesson (homonymie).
Carl Ola Jonas Akesson, né à Malmö le 6 septembre 1879 et mort à Bjärred le 22 juin 1970, est un peintre suédois.

## Biographie
Il obtient en 1905 une mention honorable au Salon des artistes français. 